# 斑沙鰈
斑沙鰈（学名：Samariscus maculatus）為輻鰭魚綱鰈形目鰈亞目冠鰈科的其中一種，為熱帶海水魚，分布於印度西太平洋馬爾地夫及印尼海域，棲息深度82公尺，體長可達10公分，棲息在底層水域，以小型底棲生物為食，生活習性不明。
其种加词“maculatus”意为“有斑点、斑块、斑纹的”。